# 로수
로수(폴란드어: rosół)는 폴란드의 고기 맑은국이다. 닭고기, 쇠고기, 양고기 등으로 육수를 내고, 파슬리, 셀러리, 당근, 리크 등 채소와 허브, 파스타나 클루스카(덤플링) 등을 넣어 끓인다.

## 종류
- 로수 스 쿠리(rosół z kury): "닭고기 로수"라는 뜻으로, 폴란드식 닭고기 맑은국이다.
- 로수 미실리프스키(rosół myśliwski): "사냥꾼의 로수"라는 뜻이다. 꿩고기 등 사냥 고기로 밑국물을 낸다.
- 로수 크룰레프스키(rosół królewski): "궁중 로수"라는 뜻이다. 쇠고기나 송아지고기, 흰 새고기(닭고기나 칠면조고기), 검은 새고기(오리고기나 거위고기) 세 가지로 밑국물을 낸다.

## 사진

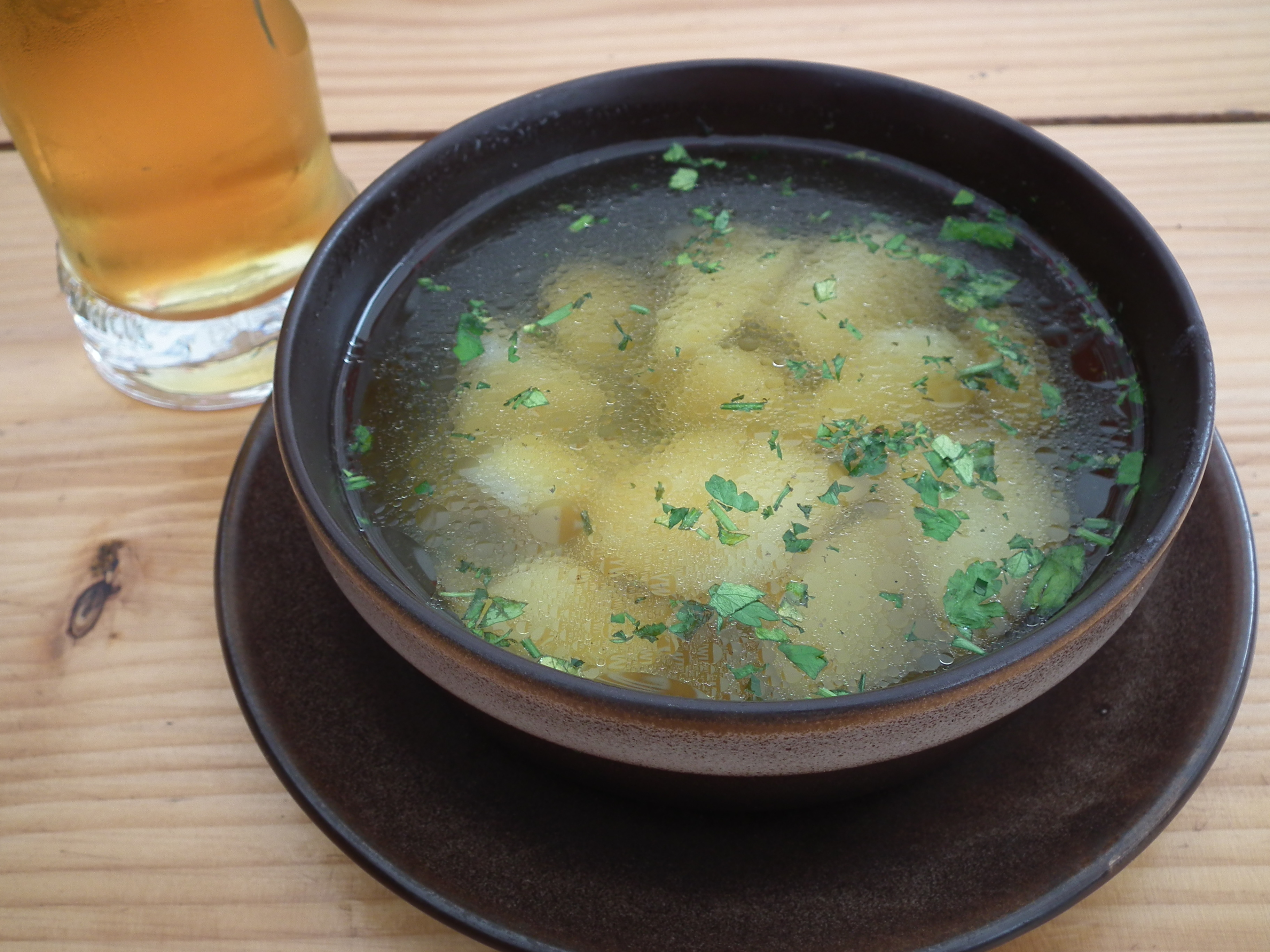
감자가 든 로수
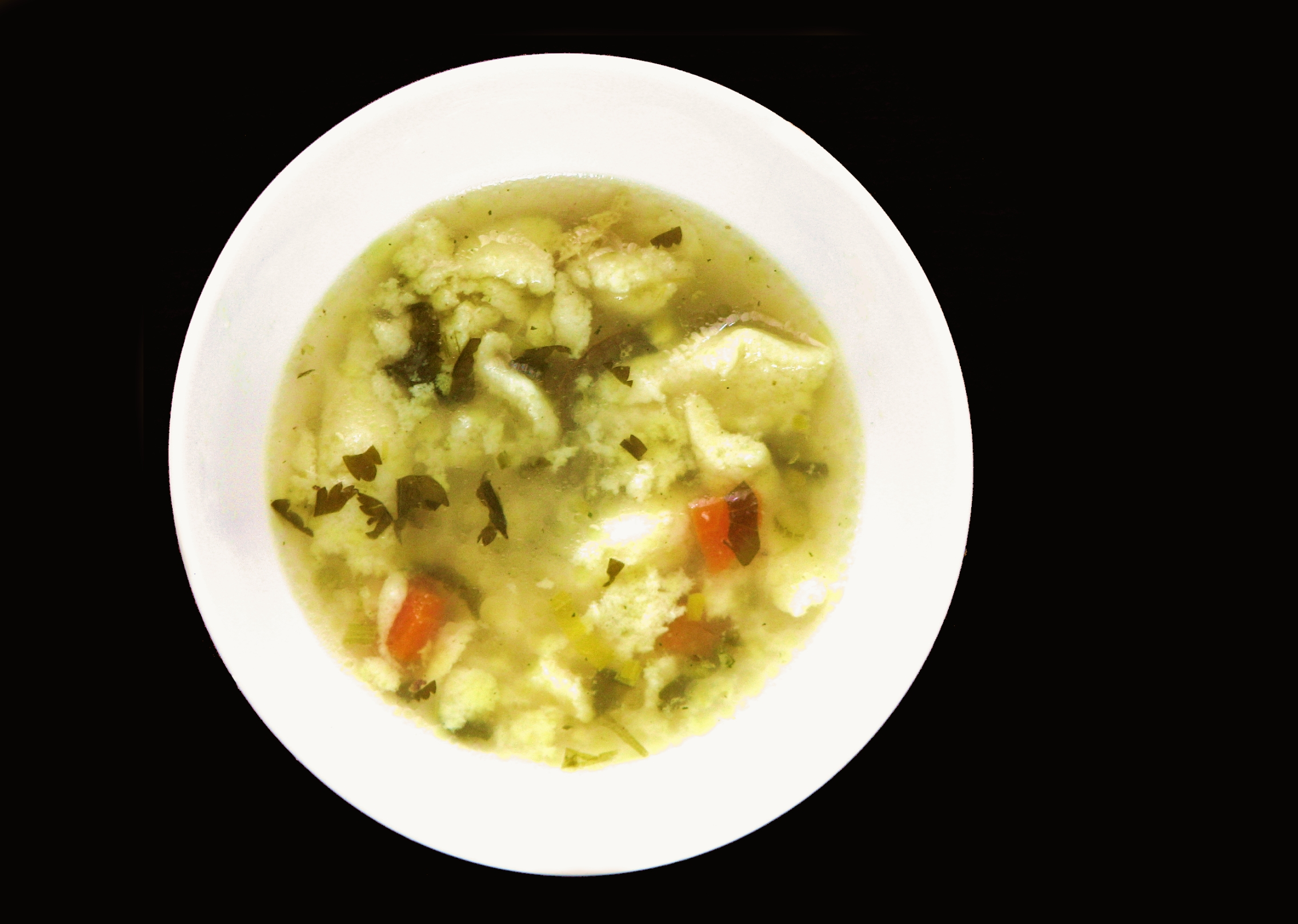
라네 치아스토가 든 로수
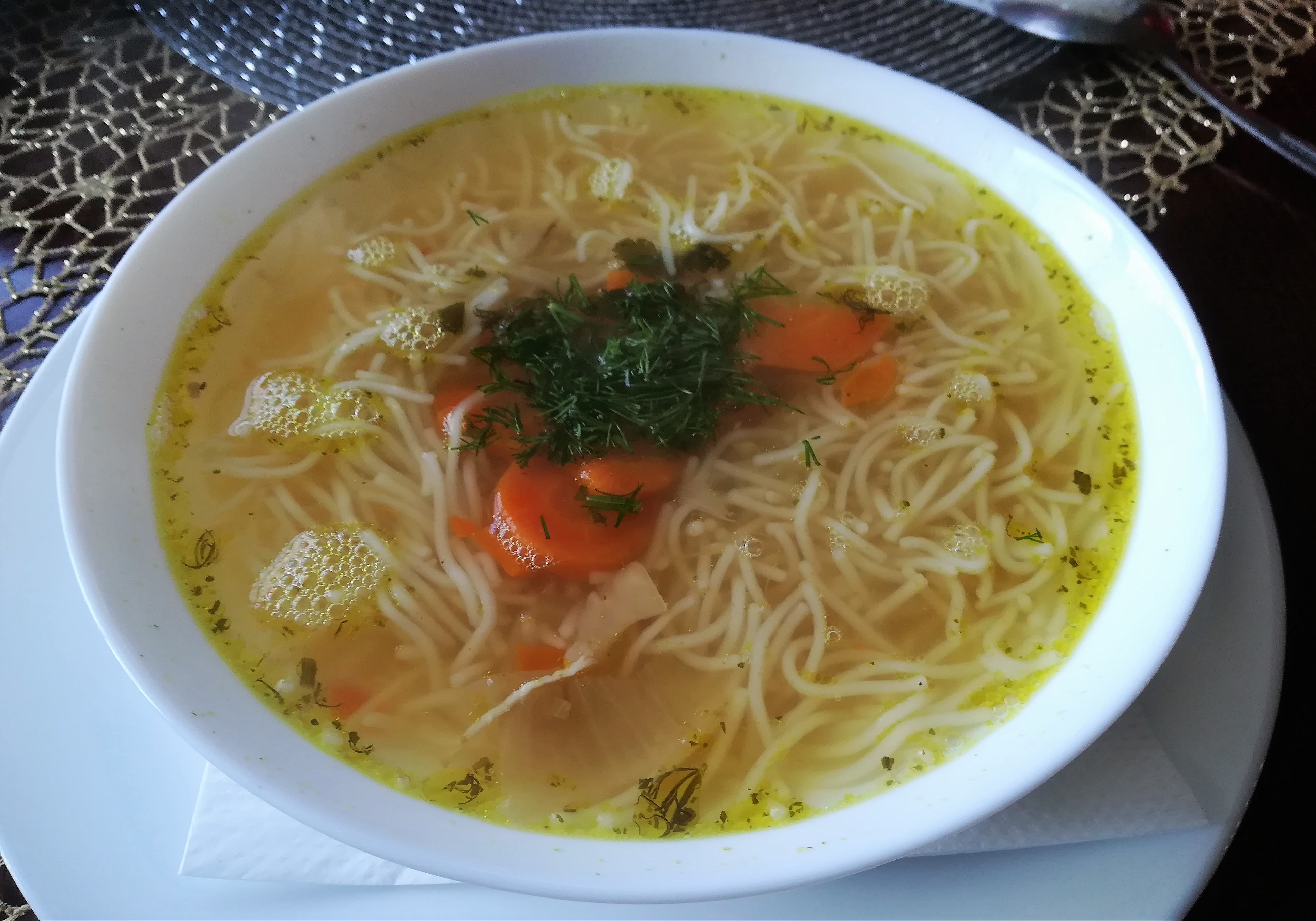
파스타가 든 로수
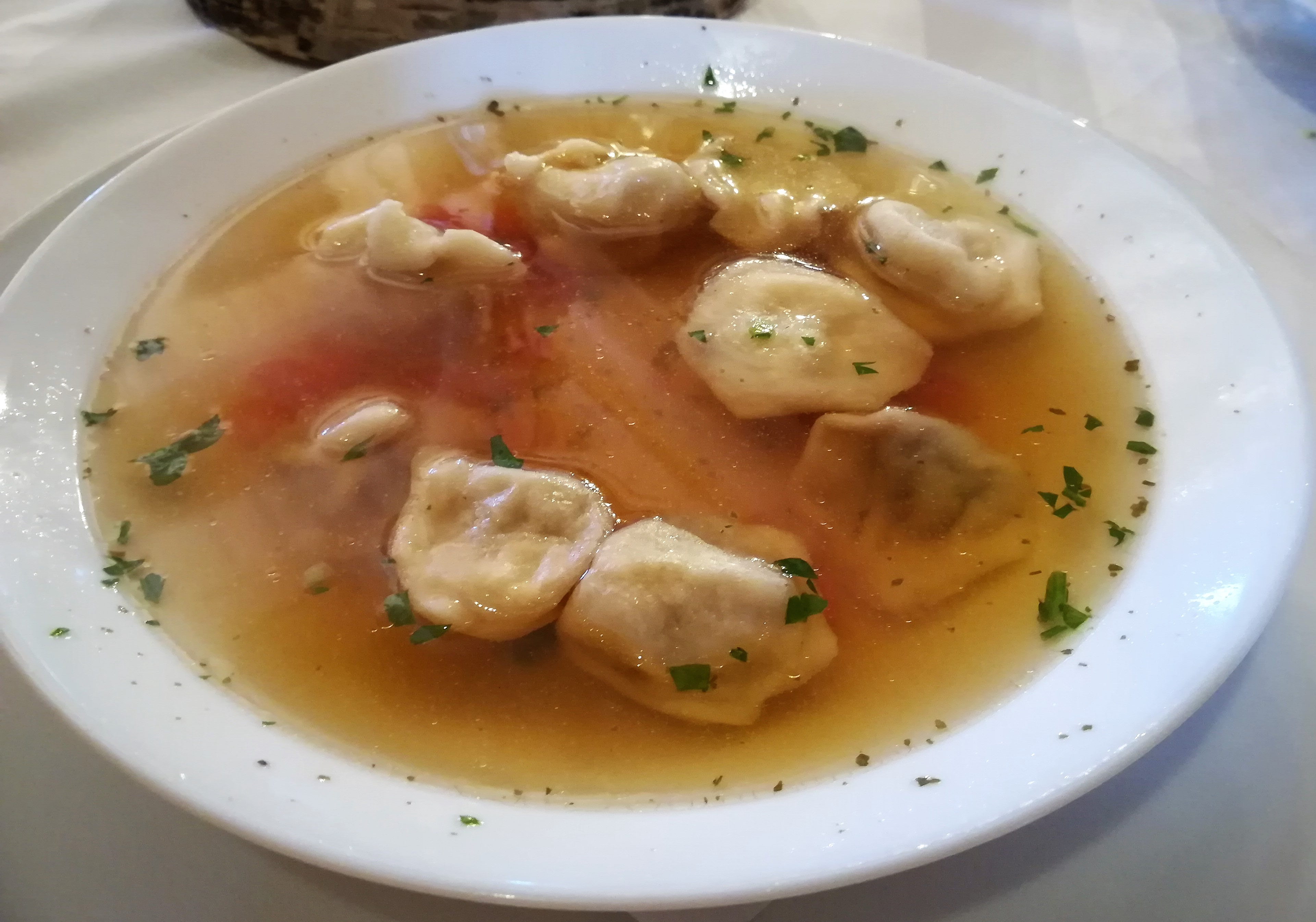
코우두니가 든 로수

## 같이 보기
- 치킨 누들 수프
- 후시레베시